# 東芝ラグビー部
東芝ラグビー部（とうしばラグビーぶ）は、かつて存在した東芝のラグビーユニオンチーム。社会人ラグビーの草分け的存在で、昭和初期の実業団ラグビー黎明期を牽引した。東芝府中（現在の東芝ブレイブルーパス東京）とは別のチーム。

## 概要
東芝の川崎事業所で活動していたラグビー部（呼称は東芝）。川崎事業所は、1908年（明治41年）に、東芝の前身である東京電気株式会社川崎工場として開業。1945年に堀川町工場と改称され、2000年に閉鎖されるまで製造・技術開発の拠点として操業した。

## 歴史
1924年（大正13年）に東京電気ラグビー部として創部。日本で最初の実業団ラグビーチームである。創部間もない頃は、近隣のYC&ACや横浜高等工業学校（現在の横浜国立大学理工学部）などと練習試合を行っていた。
1929年、この年に創設されたトーナメント方式の関東実業団大会に出場した。決勝に駒を進めると、決勝でも東京鉄道に6-0で勝利して、関東実業団の初代チャンピオンとなった。翌1930年の大会でも、決勝で鉄道省に11-3で勝利して、初年度から2連覇を達成した。
1939年、東京電気と芝浦製作所が合併して東京芝浦電気となる。以降、東芝の名称で大会に参加する。
1941年、関東実業団リーグが開幕した。東芝は、1部リーグの初代王者に輝いた。この後、第二次世界大戦の本格化に伴いリーグ運営が困難になり、次年度以降の結果は不明である。なお、1943年秋には、リーグ戦に限らず、すべての実業団の公式試合が中断されたとの記録が残っている。
終戦後、早くも1946年に関東実業団大会が復活した。この大会でも東芝は決勝に進出し、三共に21-0で勝利して戦後最初の優勝チームとなった。翌1947年も決勝に進出し、日立製作所に13-0で勝利して2連覇を飾った。この後、1950年まで5連覇を達成したとの記録が残っている。
関東実業団リーグも1946年に再開された。詳細は不明だが、1949年の1部リーグに日立製作所、明治生命、横河電機などと共に参加したという記録が残っている。このリーグ戦は1959年まで続けられ、1960年からは関東社会人リーグに移行した。
1948年に創設された全国社会人大会には、第1回大会から1960年度の第13回までの間に7回出場した。しかし、近鉄を擁する関西勢や、八幡製鉄を擁する九州勢の後塵を拝し、通算で1勝しかあげることができなかった。
1960年、関東実業団リーグが関東社会人リーグに移行されると、東芝府中、横河電機、日野自動車、明治生命などと共に1部リーグに参加。同リーグには東芝府中（現在の東芝ブレイブルーパス）も所属していたことから、当チームは東芝川崎の名称で参戦した。この頃にはすでに往時の勢いはなく、初年度から2年続けて9位（10チーム中）に沈むと、2部リーグに降格した。以降、1部リーグに返り咲くことはなかった。
1972年には3部リーグに降格した。当時は川崎市を拠点とする複数の東芝関連のチームがリーグに参加していたため、区別するために、3部リーグ降格以降は東芝堀川の名称を使用した。1974年に1シーズンだけ2部リーグでプレーしたが、その後は再び3部リーグに戻った。1980年に3部リーグに参加したのを最後に活動の記録が途絶えており、ラグビー部の活動を休止したか、もしくは解散したものと考えられる。

## タイトル
※判明分のみ
- 関東実業団リーグ1部　優勝：1回（1941）
- 関東実業団大会　優勝：7回（1929, 1930, 1946, 1947, 1948, 1949, 1950）

## 成績
※判明分のみ

### リーグ戦戦績

#### 関東実業団リーグ（戦前）
| 回 | 年度 | 所属リーグ | 順位 | 試合 | 勝 | 分 | 敗 |
| -- | ---- | ---------- | ---- | ---- | -- | -- | -- |
| 1  | 1941 | 1部        | 1    |      |    |    |    |
| 2  | 1942 | 不明       |      |      |    |    |    |
| 3  | 1943 | 不明       |      |      |    |    |    |

#### 関東実業団リーグ（戦後）
| 回 | 年度 | 所属リーグ | 順位 | 試合 | 勝 | 分 | 敗 |
| -- | ---- | ---------- | ---- | ---- | -- | -- | -- |
| 1  | 1946 | 不明       |      |      |    |    |    |
| 2  | 1947 | 不明       |      |      |    |    |    |
| 3  | 1948 | 不明       |      |      |    |    |    |
| 4  | 1949 | 1部        |      |      |    |    |    |
| 5  | 1950 | 不明       |      |      |    |    |    |
| 6  | 1951 | 不明       |      |      |    |    |    |
| 7  | 1952 | 不明       |      |      |    |    |    |
| 8  | 1953 | 不明       |      |      |    |    |    |
| 9  | 1954 | 不明       |      |      |    |    |    |
| 10 | 1955 | 不明       |      |      |    |    |    |
| 11 | 1956 | 不明       |      |      |    |    |    |
| 12 | 1957 | 不明       |      |      |    |    |    |
| 13 | 1958 | 不明       |      |      |    |    |    |
| 14 | 1959 | 不明       |      |      |    |    |    |

#### 関東社会人リーグ
| 回 | 年度 | 所属リーグ    | 順位 | 試合 | 勝   | 分   | 敗   |          | 秋季トーナメント | 試合 | 勝 | 分 | 敗 |
| -- | ---- | ------------- | ---- | ---- | ---- | ---- | ---- | -------- | ---------------- | ---- | -- | -- | -- |
| 1  | 1960 | 1部           | 9    | 9    | 2    | 0    | 7    |          | ベスト8          | 3    | 2  | 0  | 1  |
| 2  | 1961 | 1部           | 9    | 9    | 1    | 1    | 7    | ベスト4  | 4                | 3    | 0  | 1  |    |
| 3  | 1962 | 2部           | 2    | 7    | 5    | 0    | 2    | 初戦敗退 | 1                | 0    | 0  | 1  |    |
| 4  | 1963 | 2部           | 3    | 7    | 3    | 0    | 4    | 初戦敗退 | 1                | 0    | 0  | 1  |    |
| 5  | 1964 | 2部           | 4    | 7    | 3    | 0    | 4    | 初戦敗退 | 1                | 0    | 0  | 1  |    |
| 6  | 1965 | 2部           | 4    | 7    | 3    | 0    | 4    | 3回戦    | 3                | 2    | 0  | 1  |    |
| 7  | 1966 | 2部           | 5    | 7    | 3    | 0    | 4    | 3回戦    | 2                | 1    | 0  | 1  |    |
| 8  | 1967 | 2部 Aブロック | 1    | 4    | 3    | 0    | 1    | 3回戦    | 2                | 1    | 0  | 1  |    |
| 9  | 1968 | 2部 Cブロック | 不明 | 不明 | 不明 | 不明 | 不明 | 初戦敗退 | 1                | 0    | 0  | 1  |    |
| 10 | 1969 | 2部 Cブロック | 5    | 5    | 1    | 0    | 4    |          |                  |      |    |    |    |
| 11 | 1970 | 2部 Cブロック | 5    | 5    | 1    | 0    | 4    |          |                  |      |    |    |    |
| 12 | 1971 | 2部 Bブロック | 6    | 5    | 0    | 0    | 5    |          |                  |      |    |    |    |
| 13 | 1972 | 3部 Eブロック | 5    | 6    | 2    | 0    | 4    |          |                  |      |    |    |    |
| 14 | 1973 | 3部 Eブロック | 1    | 7    | 6    | 0    | 1    |          |                  |      |    |    |    |
| 15 | 1974 | 2部 Bブロック | 6    | 5    | 0    | 0    | 5    |          |                  |      |    |    |    |
| 16 | 1975 | 3部 Aブロック | 2    | 6    | 5    | 0    | 1    |          |                  |      |    |    |    |
| 17 | 1976 | 3部 Lブロック | 1    | 5    | 5    | 0    | 0    |          |                  |      |    |    |    |
| 18 | 1977 | 3部 Fブロック | 2    | 5    | 4    | 0    | 1    |          |                  |      |    |    |    |
| 19 | 1978 | 3部 Mブロック | 3    | 5    | 3    | 0    | 2    |          |                  |      |    |    |    |
| 20 | 1979 | 3部 Jブロック | 2    | 4    | 2    | 0    | 2    |          |                  |      |    |    |    |
| 21 | 1980 | 3部 Kブロック | 2    | 4    | 2    | 0    | 2    |          |                  |      |    |    |    |

### トーナメント大会戦績

#### 関東実業団大会（戦前）
| 回 | 年度 | 成績 | 試合 | 勝 | 分 | 敗 |
| -- | ---- | ---- | ---- | -- | -- | -- |
| 1  | 1929 | 優勝 |      |    |    |    |
| 2  | 1930 | 優勝 |      |    |    |    |
| 3  | 1936 | 不明 |      |    |    |    |
| 4  | 1937 | 不明 |      |    |    |    |
| 5  | 1938 | 不明 |      |    |    |    |
| 6  | 1939 | 不明 |      |    |    |    |
| 7  | 1940 | 不明 |      |    |    |    |
| 8  | 1941 | 不明 |      |    |    |    |
| 9  | 1942 | 不明 |      |    |    |    |
| 10 | 1943 | 不明 |      |    |    |    |

#### 関東実業団大会（戦後）
| 回 | 年度 | 成績     | 試合     | 勝       | 分       | 敗       |
| -- | ---- | -------- | -------- | -------- | -------- | -------- |
| 1  | 1946 | 優勝     |          |          |          |          |
| 2  | 1947 | 優勝     | 4        | 4        | 0        | 0        |
| 3  | 1948 | 優勝     |          |          |          |          |
| 4  | 1949 | 優勝     |          |          |          |          |
| 5  | 1950 | 優勝     |          |          |          |          |
| 6  | 1951 | 以降不明 | 以降不明 | 以降不明 | 以降不明 | 以降不明 |

#### 全国社会人大会
| 回 | 年度 | 地区   | 成績                | 試 | 勝 | 分 | 敗 | 得 | 失 | 差  | 備考 |
| -- | ---- | ------ | ------------------- | -- | -- | -- | -- | -- | -- | --- | ---- |
| 1  | 1948 | 関東   | ベスト4（初戦敗退） | 1  | 0  | 0  | 1  | 0  | 14 | -14 |      |
| 2  | 1949 | 関東   | ベスト8（初戦敗退） | 1  | 0  | 0  | 1  | 3  | 69 | -66 |      |
| 3  | 1950 | 関東   | ベスト8（初戦敗退） | 1  | 0  | 0  | 1  | 5  | 32 | -27 |      |
| 9  | 1956 | 神奈川 | 1回戦敗退           | 1  | 0  | 0  | 1  | 0  | 24 | -24 |      |
| 10 | 1957 | 神奈川 | 1回戦敗退           | 1  | 0  | 0  | 1  | 0  | 45 | -45 |      |
| 12 | 1959 | 神奈川 | 1回戦敗退           | 1  | 0  | 0  | 1  | 3  | 9  | -6  |      |
| 13 | 1960 | 関東   | ベスト8             | 2  | 1  | 0  | 1  | 17 | 15 | 2   |      |

## 過去の所属選手
- 小野田康一（FB、早大）※東芝ラグビー部の創始者。早大ラグビー部歌『荒ぶる』の作詞者でもある。
- 西海一嗣（PR、日本代表選手 / 早大）